# Partido del Trabajo
Partido del Trabajo är en ort i Mexiko.   Den ligger i kommunen Tijuana och delstaten Baja California, i den nordvästra delen av landet, 2 300 km nordväst om huvudstaden Mexico City. Partido del Trabajo ligger 192 meter över havet och antalet invånare är 779.
Terrängen runt Partido del Trabajo är kuperad. Runt Partido del Trabajo är det tätbefolkat, med 913 invånare per kvadratkilometer. Närmaste större samhälle är Tijuana, 19,7 km väster om Partido del Trabajo. Omgivningarna runt Partido del Trabajo är i huvudsak ett öppet busklandskap.